# Západka

1 - západkové kolo (rohatka); 2 - západka; 3 - uložení

Západka, přesněji západkový mechanismus či západka-rohatka, je jednoduché mechanické zařízení, které spolu s odpovídajícím ozubeným kolem (rohatkou) dovoluje otáčení jen v jednom směru, kdežto v opačném směru mu brání. Používá se všude tam, kde je třeba zabránit zpětnému pohybu nějakého hřídele, například u hodinových pérovníků, u navijáků a podobně.

## Popis
Západkové kolo je ozubené kolo s nesymetrickými zuby, které západku v jednom směru zvednou, v opačném směru se o ni zastaví. Západka je páčka, kterou k západkovému kolu přitlačuje buď pružina, anebo pouze její váha (gravitace).